# Kragujevac (Bośnia i Hercegowina)
Kragujevac (cyr. Крагујевац) – wieś w Bośni i Hercegowinie, w Republice Serbskiej, w gminie Višegrad. W 2013 roku liczyła 15 mieszkańców.